# Temporada da NBA de 1979–80

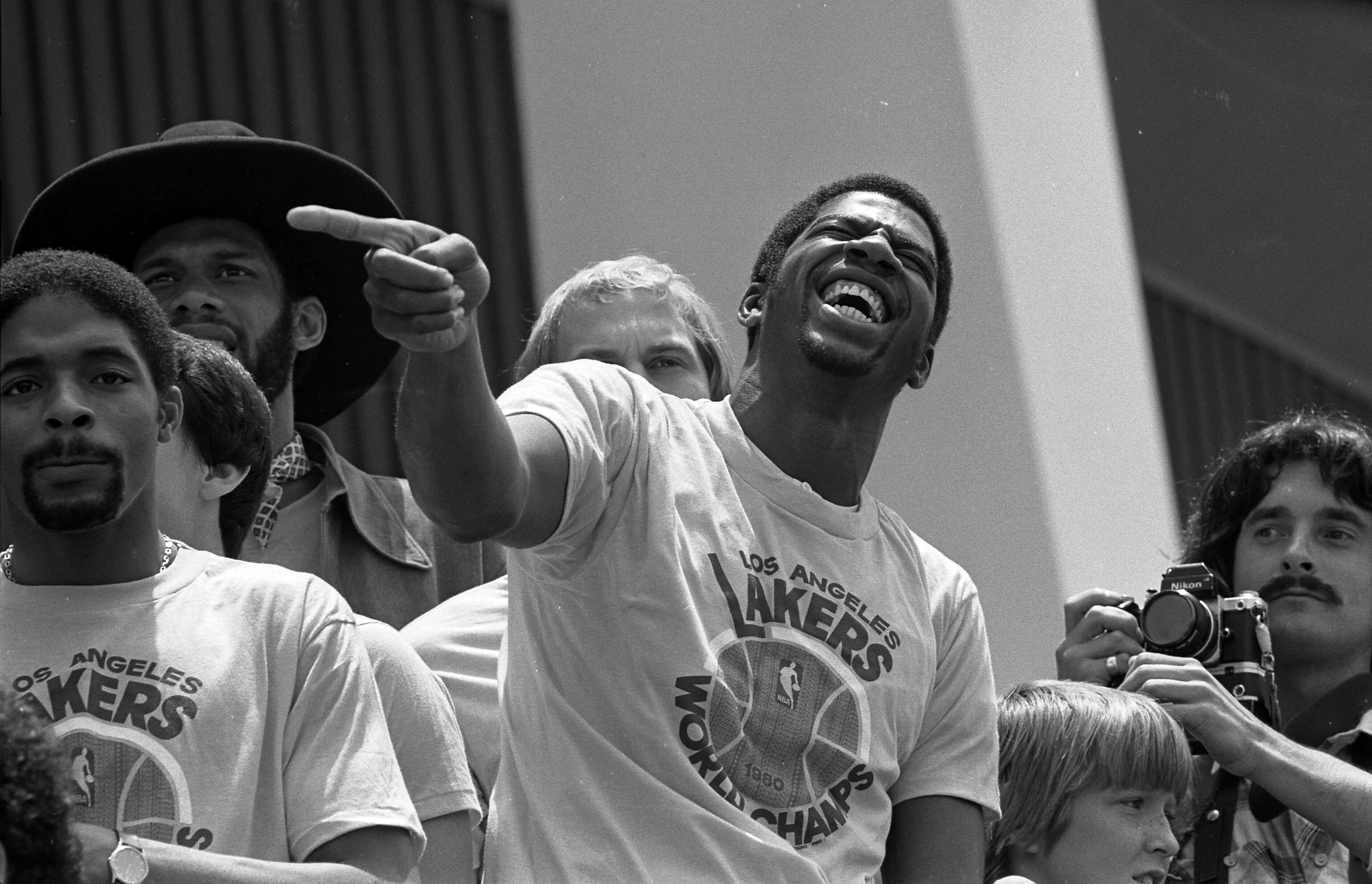
Earvin "Magic" Johnson, trajando sua nova camiseta, diverte-se com uma piada de Jamaal Wilkes durante a recepção dos Lakers fora do Fórum, após o retorno dos campeões da NBA de Filadélfia no sábado.

A Temporada da NBA de 1979-80 foi a 34ª temporada da National Basketball Association e teve o Los Angeles Lakers como campeão.

## Eventos
- A NBA adota oficialmente o lançamento de 3 pontos.
- O Jazz muda de New Orleans, Louisiana para Salt Lake City, Utah.
- O All-Star Game foi disputado em Washington e o Leste venceu o Oeste por 144 a 136, George Gervin do San Antonio Spurs foi eleito MVP da partida
- Foi o primeiro ano em que uma TV a cabo assinou contrato para transmissão das partidas.
- Magic Johnson, do Los Angeles, foi eleito o MVP das finais.[2]

## Classificação Final da Temporada Regular
| Equipe             | V  | D  | PCT. |
| ------------------ | -- | -- | ---- |
| Boston Celtics     | 61 | 21 | .744 |
| Philadelphia 76ers | 59 | 23 | .720 |
| New York Knicks    | 39 | 43 | .476 |
| Washington Bullets | 39 | 43 | .476 |
| New Jersey Nets    | 34 | 48 | .415 |

| Equipe              | V  | D  | PCT. |
| ------------------- | -- | -- | ---- |
| Atlanta Hawks       | 50 | 32 | .610 |
| Houston Rockets     | 41 | 41 | .500 |
| San Antonio Spurs   | 41 | 41 | .500 |
| Indiana Pacers      | 37 | 45 | .451 |
| Cleveland Cavaliers | 37 | 45 | .451 |
| Detroit Pistons     | 16 | 66 | .195 |

| Equipe            | V  | D  | PCT. |
| ----------------- | -- | -- | ---- |
| Milwaukee Bucks   | 49 | 33 | .598 |
| Kansas City Kings | 47 | 35 | .573 |
| Chicago Bulls     | 30 | 52 | .366 |
| Denver Nuggets    | 30 | 52 | .366 |
| Utah Jazz         | 24 | 58 | .293 |

| Equipe                 | V  | D  | PCT. |
| ---------------------- | -- | -- | ---- |
| Los Angeles Lakers     | 60 | 22 | .732 |
| Seattle SuperSonics    | 56 | 26 | .683 |
| Phoenix Suns           | 55 | 27 | .671 |
| Portland Trail Blazers | 38 | 44 | .463 |
| San Diego Clippers     | 35 | 47 | .427 |
| Golden State Warriors  | 24 | 58 | .293 |

## Finais da NBA
| Jogo   | Data       |              | Placar    |              |
| ------ | ---------- | ------------ | --------- | ------------ |
| Jogo 1 | 4 de Maio  | Los Angeles  | 109 - 102 | Philadelphia |
| Jogo 2 | 7 de Maio  | Los Angeles  | 104 - 107 | Philadelphia |
| Jogo 3 | 10 de Maio | Philadelphia | 101 - 111 | Los Angeles  |
| Jogo 4 | 11 de Maio | Philadelphia | 105 - 102 | Los Angeles  |
| Jogo 5 | 14 de Maio | Los Angeles  | 108 - 103 | Philadelphia |
| Jogo 6 | 16 de Maio | Philadelphia | 107 - 123 | Los Angeles  |

## Líderes de estatísticas da Temporada 1979-80
| Categoria        | Jogador                | Equipe             | Estat. |
| ---------------- | ---------------------- | ------------------ | ------ |
| Pontos por jogo  | George Gervin          | San Antonio Spurs  | 33.1   |
| Rebotes por jogo | Swen Nater             | San Diego Clippers | 15.0   |
| Assist. por jogo | Micheal Ray Richardson | New York Knicks    | 10.1   |
| Bolas Roubadas   | Micheal Ray Richardson | New York Knicks    | 3.2    |
| Tocos por jogo   | Kareem Abdul-Jabbar    | Los Angeles Lakers | 3.4    |